# Empoasca serrata
Empoasca serrata är en insektsart som beskrevs av Vilbaste 1965. Empoasca serrata ingår i släktet Empoasca och familjen dvärgstritar. Inga underarter finns listade i Catalogue of Life.